# Andrea Doria (canção)
"Andrea Doria" é uma canção da banda Legião Urbana lançada em 1986 no álbum Dois.
O nome da canção deu à origem a um navio Andréa Doria, que afundou após se chocar com um navio sueco.

## Contexto
Segundo Renato Russo, a música fala dos sonhos e planos da juventude, que esbarram na hipocrisia, na mentira, no consumismo, no capitalismo e naufragam.